# Juan Muñoz
Pour les articles homonymes, voir Muñoz.
Juan Muñoz, né le 16 juin 1953 à Madrid et mort le 28 août 2001  à Ibiza, est un sculpteur espagnol. Il était l'époux de l'artiste Cristina Iglesias.
Il est connu internationalement pour ses sculptures énigmatiques, souvent peuplées de figures quasi-humaines étranges. Juan Muñoz est devenu connu dans le milieu des années 1980 avec ses installations où une seule pièce ou élément architectural était isolé spatialement par des techniques de perspective. Souvent, cette figure était un clown ou un nain.

## Biographie
Né en 1953 à Madrid, Juan Muñoz déménage à Londres en 1970. En 1976, après avoir obtenu une bourse du British Council et s'être inscrit à la Central School of Art and Design de Londres, il obtient un diplôme en lithographie. Trois ans après, ayant obtenu une seconde bourse du British Council, il étudie à la Croydon School of Art de Londres, où il rencontre Cristina Iglesias, une artiste espagnole qu'il épousera ensuite. En 1981, il poursuit ses études à New York au Pratt Institute of Art and Design grâce à une bourse Fulbright du Comité Conjunto Hispano-Americano. C'est durant ses études qu'il croisera Richard Serra, célèbre sculpteur américain issu du courant minimaliste. L'année suivante, il déménage à Torrelodones, à Madrid, où il conçoit ses premières sculptures en métal soudé. Si sa première exposition personnelle se déroule à la Galería Fernando Vijande de Madrid, la première exposition muséale se déroule en 1987 au musée d'art contemporain de Bordeaux.  
Il reçoit en 2000 le prix national d'arts plastiques. Il meurt en 2001 dans son domicile d'Ibiza.

## Œuvre
- 1988 : The Prompter, au Tate Modern, à Londres
- 1994-1995 : Last Conversation Piece, au Hirshhorn Museum and Sculpture Garden, à Washington D.C
- 1996 : Five Seated Figures, au museo nacional centro de arte Reina Sofía, à Madrid
- 1997 : Ombre et Bouche, au musée Guggenheim de Bilbao (Espagne)
- 1999 : Nez cassé portant la bouteille n°2, Frederik Meijer Gardens and Sculpture Park, à Grand Rapids
- 2000 : One Figure, au musée de Grenoble, à Grenoble